# Zipser Duitse Partij
De Zipser Duitse Partij (Duits: Zipser Deutsche Partei, ZDP; Slowaaks: Spišská nemecká strana) was een politieke partij voor de Zipserduitsers in Slowakije ten tijde van de Eerste Tsjecho-Slowaakse Republiek (1918-1938). 
De partij werd in maart 1920 opgericht en werkte samen met kleine (burgerlijke) Duitse partijen en etnische Hongaarse partijen in het Slowaakse deel van Tsjecho-Slowakije. De lijstverbinding ZDP, Hongaarse Nationale Partij en andere Duitse partijen won bij de parlementsverkiezingen van 1925 5 zetels, waarvan een voor de ZDP. In 1929 deed de ZDP in samenwerking met de Provinciale Christelijk-Socialistische Partij en de Hongaarse Nationale Partij; wederom verwierf de partij een zetel. Deze ene zetel behield de ZDP bij de parlementsverkiezingen van 1935. De vertegenwoordiger van de ZDP in de Kamer van Afgevaardigden was Andor Nitsch (1883-1976). De Karpaten-Duitse Partij (Karpatendeutsche Partei), een nazistische beweging, was de grote concurrent van de ZDP in Slowakije.

## Verkiezingsresultaten

### Kamer van Afgevaardigden
| Jaar                       | % | Zetels  | +/-     |
| -------------------------- | - | ------- | ------- |
| 1925                       | - | 1 / 300 | NIEUW   |
| 1929                       | - | 1 / 300 | Stabiel |
| 1935                       | - | 1 / 300 | Stabiel |
| Bron: Bron: Nohlen, et al. |   |         |         |